# Décorations et médailles de la Garde nationale de la fédération de Russie
La Garde nationale de Russie, créée par le décret présidentiel no 157 du 5 avril 2016, succède aux troupes de l’Intérieur maintenant abolies. Cette nouvelle force paramilitaire créa ses propres récompenses par l’arrêté départemental no 50 du 14 février 2017. Ces médailles et décorations sont décrites ci-dessous.

## Garde nationale de la fédération de Russie

### Médailles
| Avers | Nom (français/russe) | Numéro de l’arrêté | Date                             | Critères d’attribution |
| ----- | --- | ------------------ | -------------------------------- | --- |
|       | Médaille "Pour distinction au combat" Медаль "За Боевое Отличия" | № 50               | 14-02-2017                       | Décernée aux soldats et officiers des troupes de la Garde nationale de la fédération de Russie pour distinction, courage et dévouement manifestés dans l'exécution de tâches lors de conditions de combat et pendant des opérations spéciales impliquant un risque pour la vie, pendant des opérations de lutte contre le terrorisme, dans des conditions de conflits armés, lors de situations militaires ou d'urgence; pour initiatives habiles et décisives qui ont contribué à la réussite de missions de combat et d’opérations spéciales pendant des opérations de lutte contre le terrorisme, dans des conditions de conflit armé, dans des situations militaires ou d'urgence; pour la gestion réussie des actions de subordonnés dans l'exécution de missions de combat et d’opérations spéciales, lors d’opérations antiterroristes, dans des conditions de conflit armé, en cas d'urgence. |
|       | Médaille "Pour valeur démontrée" de 1re classe Медаль "За проявленную доблесть" I степени | № 50 - № 365       | 14-02-2017 ---------- 22-08-2017 | Décernée au personnel militaire, aux employés et aux fonctionnaires fédéraux des troupes de la Garde nationale de la fédération de Russie; pour une excellente performance en entraînement de combat (vocationnelle et de leadership), pendant les activités de service professionnel; pour distinction spécifique, l’affichage martial durant le service militaire, de hauts indicateurs de performance dans le service militaire (tâches opérationnelles, service, combat) tâches et exercices; pour des résultats élevés en service et en combat, en performance opérationnelle, en gestion de performance; pour des réalisations dans la protection de l'ordre public et de la sécurité publique; pour un travail actif dans la protection de l'ordre public, la lutte contre la criminalité et la lutte contre le terrorisme et l'extrémisme; pour bravoure, dévouement et d'autres mérites affichés pendant le service militaire (travail); pour un service excellent et efficace. La médaille est décernée en 3 classes décernées successivement du plus bas au plus haut degré, la médaille de 1re classe étant la plus élevée. |
|       | Médaille "Pour valeur démontrée" de 2e classe Медаль "За проявленную доблесть" II степени | № 50 - № 365       | 14-02-2017 ---------- 22-08-2017 | Décernée au personnel militaire, aux employés et aux fonctionnaires fédéraux des troupes de la Garde nationale de la fédération de Russie; pour une excellente performance en entraînement de combat (vocationnelle et de leadership), pendant les activités de service professionnel; pour distinction spécifique, l’affichage martial durant le service militaire, de hauts indicateurs de performance dans le service militaire (tâches opérationnelles, service, combat) tâches et exercices; pour des résultats élevés en service et en combat, en performance opérationnelle, en gestion de performance; pour des réalisations dans la protection de l'ordre public et de la sécurité publique; pour un travail actif dans la protection de l'ordre public, la lutte contre la criminalité et la lutte contre le terrorisme et l'extrémisme; pour bravoure, dévouement et d'autres mérites affichés pendant le service militaire (travail); pour un service excellent et efficace. La médaille est décernée en 3 classes décernées successivement du plus bas au plus haut degré, la médaille de 1re classe étant la plus élevée. |
|       | Médaille "Pour valeur démontrée" de 3e classe Медаль "За проявленную доблесть" III степени | № 365              | 22-08-2017                       | Décernée au personnel militaire, aux employés et aux fonctionnaires fédéraux des troupes de la Garde nationale de la fédération de Russie; pour une excellente performance en entraînement de combat (vocationnelle et de leadership), pendant les activités de service professionnel; pour distinction spécifique, l’affichage martial durant le service militaire, de hauts indicateurs de performance dans le service militaire (tâches opérationnelles, service, combat) tâches et exercices; pour des résultats élevés en service et en combat, en performance opérationnelle, en gestion de performance; pour des réalisations dans la protection de l'ordre public et de la sécurité publique; pour un travail actif dans la protection de l'ordre public, la lutte contre la criminalité et la lutte contre le terrorisme et l'extrémisme; pour bravoure, dévouement et d'autres mérites affichés pendant le service militaire (travail); pour un service excellent et efficace. La médaille est décernée en 3 classes décernées successivement du plus bas au plus haut degré, la médaille de 1re classe étant la plus élevée. |
|       | Médaille "Pour déminage" Медаль "За разминирование" | № 50               | 14-02-2017                       | Décernée au personnel militaire et aux employés des troupes de la Garde nationale de la fédération de Russie pour dévouement, courage, bravoure et professionnalisme affichés: lors de tâches de détection et de neutralisation (destruction) d'objets explosifs sur le terrain (ou sites); pour l'organisation et la gestion directe des mesures de détection et de neutralisation (destruction) d'objets explosifs sur le terrain (ou sites); pour une participation aux opérations de déminage interinstitutionnels. Peut être décernée à d'autres personnes pour assistance dans l'exécution des tâches confiées aux troupes de la Garde nationale de la fédération de Russie dans la détection et la neutralisation (destruction) d'objets explosifs sur le terrain (ou sites). |
|       | Médaille "Pour sauvetage" Медаль "За спасение" | № 50               | 14-02-2017                       | Décernée aux soldats, aux officiers, aux fonctionnaires fédéraux et aux employés des troupes de la Garde nationale de la fédération de Russie, ainsi qu'aux citoyens de la fédération de Russie et à d'autres personnes pour courage et le sacrifice de soi dans des conditions impliquant un risque pour la vie : pendant des actions qualifiées, énergiques et décisives qui ont contribué à la mise en œuvre réussie de mesures visant à éliminer les conséquences de situations d'urgence, d’incendies, de sauvetages sur les plans d'eau, sauvetages de personnes et la protection des biens; lors de l'orientation efficace des actions de subordonnés dans l'exécution de tâches à la suite d'une situation d'urgence, de lutte contre les incendies et de sauvetages sur les plans d'eau; pendant le sauvetage de personnes durant des catastrophes naturelles, sur l'eau, sous la terre, la lutte contre les incendies et dans d'autres circonstances; au cours d'actions habiles, résolues et pour excellence professionnelle contribuant à la prévention d’accidents sur les plans d'eau. |
|       | Médaille "Général d'infantrie E.F. Komarovsky" Медаль "Генерал от инфантерии Е.Ф. Комаровский" | № 209              | 17-06-2019                       | Décernée au personnel militaire (juniors, subalternes, et commandants supérieurs), aux employés (juniors, subalternes, et cadres supérieurs), des troupes de la Garde nationale de la fédération de Russie et aux fonctionnaires fédéraux des troupes de la Garde nationale, si déjà récipiendaires de récompenses départementales des troupes de la Garde nationale, et jouissant d'une ancienneté (service) ou d'une expérience dans la fonction publique, d’au moins 15 ans: pour des performances remarquables dans l'exercice de fonctions officielles, de grandes réalisations en matière de formation au combat du personnel militaire subalterne d’unités de l'appareil central de la Garde nationale russe, d’associations d'opérations territoriales, de formations, d’unités militaires des troupes de la Garde nationale, de corps territoriaux de la Garde nationale russe, d’organisations d'éducation militaire d'enseignement supérieur et d’autres organisations militaires de la Garde nationale; pour des indicateurs personnels élevés dans les activités officielles et la formation professionnelle, courage et altruisme manifestés lors de l'accomplissement de tâches opérationnelles; pour mérite personnel dans la formation et le développement de troupes de la Garde nationale augmentant le prestige du service militaire; pour une contribution significative au développement et à la mise en œuvre de la politique de l'État et de la réglementation juridique dans le domaine des activités des troupes de la Garde nationale, dans le domaine du trafic des armes, dans le domaine des activités de sécurité privée, dans le domaine des activités d’investigations privées et dans le domaine de la sécurité privée; pour des succès dans la création de la coopération militaire et de liens militaires avec des pays étrangers. Peut également être attribuée à d'autres citoyens de la fédération de Russie pour leur aide dans l'accomplissement de tâches et dans l'exercice des pouvoirs dévolus aux troupes de la Garde nationale. |
|       | Médaille "Général d'armée Yakovlev" Медаль "Генерал армии Яковлев" | № 17               | 23-01-2018                       | Décernée aux militaires (d'ancienneté et de grade élevés), aux employés (d'ancienneté et de grade élevés), aux fonctionnaires fédéraux, aux troupes de la Garde nationale de la fédération de Russie, remplaçant temporairement dans des postes de gestion militaire des unités structurelles de la direction de la Garde Nationale de la fédération de Russie, d'associations territoriales opérationnelles, de formations, d'unités militaires des troupes de la Garde nationale, d'organismes territoriaux de la Garde nationale de la fédération de Russie, d'organisations d'enseignement supérieur et d'autres organisations des troupes de la garde nationale et de leurs sous-divisions, ainsi que ceux en service militaire dans des postes liés à la gestion des subdivisions, avec au moins 3 ans dans ces positions: pour une direction compétente d'unités militaires (organisations) qui ont contribué à la réalisation de performances élevées dans les activités de combat et de service opérationnel; pour un professionnalisme élevé démontré dans la gestion d'unités militaires (organisations) dans l'exécution de tâches de combat et de service opérationnel. Peut également être décerné à d'autres citoyens de la fédération de Russie pour avoir aidé les destionaires (commandants, directeurs) d'unités militaires (organisations) des troupes de la Garde nationale à exécuter les tâches qui leur ont été confiées. |
|       | Médaille "Vétéran du service" Медаль "Ветеран службы" | № 50 - № 233       | 14-02-2017 ---------- 24-07-2017 | Décernée aux soldats et aux employés des troupes de la Garde nationale de la fédération de Russie, transférés aux réserves (à la retraite) lorsqu'ils atteignent la limite d'âge pour le service militaire, ou pour des raisons de santé, dans le cadre de mesures d'organisation et de dotation pour des raisons valables et un long service militaire d'une durée de service de 25 ans ou plus (années civiles) et qui ont reçu des médailles «Pour Service Distingué» (ou des médailles similaires pour un service prolongé d'autres organismes gouvernementaux de la fédération de Russie) et qui ont servi au moins 5 ans dans les troupes de la Garde nationale de la fédération de Russie ; aux fonctionnaires fédéraux des troupes de la Garde nationale de la fédération de Russie à la retraite de la fonction publique, pour travaille excellent et efficace, avec une durée totale dans la fonction publique de 25 ans ou plus et ayant travaillé au moins 5 ans au sein des troupes de la Garde nationale de la fédération de Russie. Dans certains cas, le personnel militaire, les employés et les fonctionnaires fédéraux de la Garde nationale de la fédération de Russie, qui, au cours du service militaire (service public de l'État), ont contribué de manière significative à la formation et au développement de la Garde nationale de la fédération de Russie peuvent recevoir la médaille sans tenir compte du service minimum de 5 ans (service, fonction publique) dans les troupes de la Garde nationale de la fédération de Russie. |
|       | Médaille "Pour la cooperation militaire" Медаль "За боевое содружество" | № 50               | 14-02-2017                       | Décernée aux soldats, aux officiers, aux fonctionnaires fédéraux et aux employés des troupes de la Garde nationale de la fédération de Russie pour le renforcement de la coopération militaire, y compris avec d'autres nations alliées. Peut également être décernée à d'autres citoyens de la fédération de Russie et aux ressortissants étrangers pour la même raison. |
|       | Médaille "Pour service au renforcement de la loi et de l'ordre" Медаль "За заслуги в укреплении правопорядка" | № 50               | 14-02-2017                       | Décernée aux soldats, aux officiers, aux fonctionnaires fédéraux et aux employés des troupes de la Garde nationale de la fédération de Russie, aux citoyens de la fédération de Russie et à d'autres personnes: pour contribution importante au renforcement du droit; pour amélioration au réglementation légale des troupes de la Garde nationale de la fédération de Russie; pour la formation de personnel qualifié pour les troupes de la Garde nationale de la fédération de Russie; pour une participation active à la couverture médiatique des activités des troupes de la Garde nationale de la fédération de Russie. |
|       | Médaille "Pour mérites au travail" Медаль "За заслуги в труде" | № 50 - № 233       | 14-02-2017 ---------- 24-07-2017 | Décernée aux fonctionnaires fédéraux et aux employés des troupes de la Garde nationale de la fédération de Russie, avec ancienneté (ancienneté de la fonction publique de l'État) de 15 ans ou plus qui ont travaillé dans les troupes de la Garde nationale de la fédération de Russie pour au moins 3 ans: pour un service civil excellent et efficace; pour de nombreuses années de travail fructueux, de réalisations dans l'exercice de fonctions professionnelles et pour un travail de haute qualité. |
|       | Médaille "Pour excellence en service" de 1re classe Mедаль "За отличие в службе" I степени | № 50 - № 233       | 14-02-2017 ---------- 24-07-2017 | Décernée au personnel militaire sous contrat et au personnel de l’état-major militaire des troupes de la Garde nationale de la fédération de Russie, qui ont influencé positivement le service, pour service militaire consciencieux avec ancienneté de 20 ans (années de service) en service ou à temps partiel; aux personnes ayant un service militaire antérieur dans les Troupes de l’Intérieur de Russie, transférées du service militaire dans les organes du MVD aux troupes de la Garde nationale de la fédération de Russie après le 5 avril 2016 qui aurait reçu la médaille du ministère de l'Intérieur de la Russie "Pour distinction en service", avec la durée requise du service militaire (ancienneté) au moment du transfert, et qui a influencé positivement le service. |
|       | Médaille "Pour excellence en service" de 2e classe Mедаль "За отличие в службе" II степени | № 50 - № 233       | 14-02-2017 ---------- 24-07-2017 | Décernée au personnel militaire sous contrat et au personnel de l’état-major militaire des troupes de la Garde nationale de la fédération de Russie, qui ont influencé positivement le service, pour service militaire consciencieux avec ancienneté de 15 ans (années de service) en service ou à temps partiel; aux personnes ayant un service militaire antérieur dans les Troupes de l’Intérieur de Russie, transférées du service militaire dans les organes du MVD aux troupes de la Garde nationale de la fédération de Russie après le 5 avril 2016 qui aurait reçu la médaille du ministère de l'Intérieur de la Russie "Pour distinction en service", avec la durée requise du service militaire (ancienneté) au moment du transfert, et qui a influencé positivement le service. |
|       | Médaille "Pour excellence en service" de 3e classe Mедаль "За отличие в службе" III степени | № 50               | 14-02-2017                       | Décernée au personnel militaire sous contrat et au personnel de l’état-major militaire des troupes de la Garde nationale de la fédération de Russie, qui ont influencé positivement le service, pour service militaire consciencieux avec ancienneté de 10 ans (années de service) en service ou à temps partiel; aux personnes ayant un service militaire antérieur dans les Troupes de l’Intérieur de Russie, transférées du service militaire dans les organes du MVD aux troupes de la Garde nationale de la fédération de Russie après le 5 avril 2016 qui aurait reçu la médaille du ministère de l'Intérieur de la Russie "Pour distinction en service", avec la durée requise du service militaire (ancienneté) au moment du transfert, et qui a influencé positivement le service. |
|       | Médaille "Pour réalisations spéciales lors d’études" Медаль "За особые достижения в учебе" | № 50               | 14-02-2017                       | Décernée au personnel militaire ayant achevé leur formation dans des établissements d'enseignement professionnel de l'enseignement supérieur des troupes de la Garde nationale de la fédération de Russie au titre des programmes d'enseignement professionnel supérieur et qui ont réussi tous les examens (tests avec évaluation) prévues dans le programme et la certification finale tests avec un "excellent" résultat (en entraînement physique (culture), seule la l'évaluation finale est requise. |
|       | Médaille "Pour la promotion de la Garde nationale" Медаль "За содействие Росгвардии" | № 50               | 14-02-2017                       | Décernée aux citoyens qui se sont distingués pour leur aide dans l'accomplissement des tâches et l'exercice des pouvoirs attribués aux troupes de la Garde nationale de la fédération de Russie. Les soldats, officiers, fonctionnaires et employés des troupes de la Garde nationale de la fédération de Russie ne sont pas éligibles à l'attribution de cette médaille. |
|       | Médaille commémorative "100 ans de la fondation du Service financier et économique" Памятный медаль "100 лет со дня образования финансово-экономической службы"                                                                     | № 210              | 28-06-2018                       | Décernée au personnel militaire, aux personnes servant au sein des forces de la Garde nationale et ayant des grades spéciaux de la police, ainsi qu'au personnel civil (fonctionnaires et fonctionnaires fédéraux) des unités financières et économiques des troupes de la Garde nationale, qui ont servi impeccablement (travaillé) pendant 20 ans ou plus dans les unités financières et économiques des organes exécutifs fédéraux dans lesquels le droit fédéral prévoit le service militaire (travail); aux citoyens libérés du service militaire (de travail) dans les réserves (à la retraite), qui ont servi de façon impeccable pendant 20 ans ou plus dans les organes financiers et économiques des organes exécutifs fédéraux dans lesquels le service militaire est prévu par la loi fédérale; aux personnes participant à l'exécution des tâches et à l'application des pouvoirs conférés aux organes (unités) financiers et économiques des troupes de la Garde nationale. |
|       | Médaille commémorative "50 ans de la Direction centrale organisationnelle de la mobilisation" Памятный медаль "50 лет Главному организационно-мобилизационному управлению "                                                         | № 345              | 31-07-2018                       | Décernée aux militaires et aux fonctionnaires de la Direction principale organisationnelle de mobilisation de la Garde nationale russe; aux chefs des départements d'organisation de mobilisation et des départements d'opérations territoriales et d'associations, aux chefs d'unités de combat des organisations d'enseignement militaire supérieur, aux chefs du département d'organisation et des effectifs de l'unité militaire 3111 de la Garde nationale de la fédération de Russie; au personnel militaire et civil de la Garde nationale, ainsi qu'aux personnes faisant partie de la Garde nationale et ayant des grades spéciaux dans la police, apportant une contribution importante et contribuant à l'accomplissement des tâches confiées aux unités d'organisation de la mobilisation de la Garde nationale; aux vétérans des unités d'organisation de mobilisation des Troupes internes du ministère des Affaires intérieures de la Russie et des troupes de la Garde nationale, qui ont largement contribué à l'accomplissement des tâches qui leur ont été confiées; à d'autres personnes participant à l'exécution des tâches et à l'exercice des pouvoirs dévolus à la Direction générale de l'organisation de la mobilisation de la Garde nationale russe. |
|       | Médaille commémorative "50 ans de l'établissement des unités de contrôle de l'État et d'octroi de licences" Памятный медаль "50 лет со дня образования подразделений государственного контроля и лицензионно-разрешительной работы" | № 23               | 23-01-2019                       | Décernée au personnel militaire, aux membres des troupes de la Garde nationale ayant des grades spéciaux de police et au personnel civil (fonctionnaires et employés de l'État fédéral) des troupes de la Garde nationale qui ont servi (travaillé) pendant trois ans ou plus de manière impeccable dans les unités chargées des licences et des permis des organes du ministère des Affaires intérieures de la Russie et de la Garde nationale; aux citoyens libérés du service militaire dans les réserves (à la retraite), qui ont contribué de manière significative à l'exécution des tâches et à l'exercice des pouvoirs conférés aux unités chargées de l'octroi des licences et des permis; aux personnes participant à l'exécution des tâches et à l'exercice des pouvoirs conférés aux unités chargées des licences et des permis. |

### Décorations
| Avers | Nom (français/russe) | Numéro de l’arrêté | Date       | Critères d’attribution |
| ----- | --- | ------------------ | ---------- | --- |
|       | Titre honorifique "Membre honoré de la Garde nationale" Почетное звание "Почетный сотрудник Росгвардии" | № 50               | 14-02-2017 | Décernée au personnel militaire, aux fonctionnaires fédéraux de l'État et aux employés des troupes de la Garde nationale de la fédération de Russie qui ont déjà reçu des récompenses de la Garde nationale et avec ancienneté (expérience) dans le service militaire ou dans le service public de l'État d'au moins 15 années : pour l'organisation efficace du travail et la poursuite de l'excellence dans l'exécution des unités opérationnelles-territoriales, des formations, des unités militaires et des organisations des troupes de la Garde nationale de la fédération de Russie ainsi que des organes territoriaux de la Garde nationale; pour l'accomplissement exemplaire des tâches militaires et du service, pour initiative et dévouement; pour des réalisations remarquables dans le développement de la Garde nationale, en renforçant le prestige du service militaire (service d’état) qui favorise la règle du droit, qui ont contribué de manière significative au développement et à la mise en œuvre de la politique publique et de la réglementation juridique dans la sphère de la Garde nationale, pour des activités, dans le développement de la Garde nationale, dans la décharge de l'autorité de la garde nationale; pour service dans la fonction publique longue et efficace; pendant de nombreuses années de travail consciencieux et impeccable.                                                                                |
|       | Décoration "Pour distinction en service en conditions particulières" Нагрудный знак "За отличие в службе в особых условиях" | № 50               | 14-02-2017 | Décernée aux militaires, employés, fonctionnaires fédéraux et travailleurs des troupes de la Garde nationale de la fédération de Russie pour une haute performance en service (travail) et diligence dans l'exécution de tâches pendant les périodes de loi martiale ou d'état d'urgence, lors d’opérations anti-terrorisme, dans des conditions de conflit armé, au cours de la liquidation des conséquences d’accidents, de catastrophes naturelles et autres situations d'urgence. |
|       | Décoration "Pour distinction en service" de 1re classe Нагрудный знак "За отличие в службе" I степени | № 50               | 14-02-2017 | Décernée aux militaires et aux employés des troupes de la Garde nationale de la fédération de Russie pour initiative, diligence et distinction affichée dans l'accomplissement de leurs tâches pour protéger l'ordre public, assurer la sécurité publique, la protection des installations importantes de l'État, des cargaisons spéciales, des moyens de communication; pour participation à la lutte contre le terrorisme et l'extrémisme, aux dispositions des situations d'urgence, la loi martiale, les opérations de lutte contre le terrorisme, ainsi que la participation active et une distinction affichée pendant les tâches de liquidation des conséquences d’accidents, catastrophes, incendies, catastrophes naturelles et autres situations d'urgence; pour de hautes performances en combat (service opérationnel); aux citoyens de la fédération de Russie qui se sont distingués dans leur aide dans l'accomplissement des tâches et l'exercice des pouvoirs conférés aux troupes de la Garde nationale de la fédération de Russie. La classe la plus élevée est la 1re classe. Les décorations sont décernées à partir de la plus basse à la plus haute classe. Les soldats et employés, ayant auparavant reçu la décoration des Troupes de l’Intérieur «Pour Distinction en service» 2e classe peut être attribué la décoration de la Garde nationale « Pour Distinction en service » de 1re classe sans avoir reçu celle de la Garde nationale. |
|       | Décoration " Pour distinction en service " de 2e classe Нагрудный знак "За отличие в службе" II степени | № 50               | 14-02-2017 | Décernée aux militaires et aux employés des troupes de la Garde nationale de la fédération de Russie pour initiative, diligence et distinction affichée dans l'accomplissement de leurs tâches pour protéger l'ordre public, assurer la sécurité publique, la protection des installations importantes de l'État, des cargaisons spéciales, des moyens de communication; pour participation à la lutte contre le terrorisme et l'extrémisme, aux dispositions des situations d'urgence, la loi martiale, les opérations de lutte contre le terrorisme, ainsi que la participation active et une distinction affichée pendant les tâches de liquidation des conséquences d’accidents, catastrophes, incendies, catastrophes naturelles et autres situations d'urgence; pour de hautes performances en combat (service opérationnel) ; aux citoyens de la fédération de Russie qui se sont distingués dans leur aide dans l'accomplissement des tâches et l'exercice des pouvoirs conférés aux troupes de la Garde nationale de la fédération de Russie. La classe la plus élevée est la 1re classe. Les décorations sont décernées à partir de la plus basse à la plus haute classe. |
|       | Décoration "Participant aux opérations de combat" Нагрудный знак "Участник боевых действий" | № 50               | 14-02-2017 | Décernée aux militaires et aux employés des troupes de la Garde nationale de la fédération de Russie, qui ont participé directement à des activités visant à assurer l'ordre public et la sécurité publique sur le territoire d’opérations de combat pendant une période de loi martiale, d’opérations de lutte contre le terrorisme ou un conflit armé. Les militaires et les employés qui ont déjà reçu la décoration du MVD «Participant aux opérations de combat» ne sont pas éligibles à ce prix à celle-ci. |
|       | Badge commemoratif "100 ans depuis la formation du Régiment indépendant "Ordres de Joukov, Lénine et de la Révolution d'Octobre" de la division du Fanion Rouge des opérations spéciales "F.E. Dzerzhinsky" des troupes de la Garde nationale de la fédération de Russie” Памятный нагрудный знак "Федеральной службы войск национальной гвардии Российской Федерации "100 лет со дня образования 1 полка Отдельной орденов Жукова, Ленина и Октябрьской Революции Краснознаменной дивизии оперативного назначения имени Ф.Э.Дзержинского войск национальной гвардии Российской Федерации" | № 522              | 05-12-2017 | Décerné aux militaires et aux membres du personnel civil effectuant le service militaire (ou exerçant des activités de travail) dans l'unité militaire 3179 pour l'accomplissement consciencieux de fonctions officielles (de travail); aux militaires, aux personnes servant dans les troupes de la Garde nationale de la fédération de Russie ayant des titres constabulaires spéciaux et au personnel civil des troupes de la Garde nationale qui avaient précédemment servi dans l'unité militaire 3179, ainsi qu'à d'autres personnes qui ont aidé les troupes de la Garde nationale dans l'accomplissement des tâches qui lui sont confiées et dans l'exercice de leurs pouvoirs |
|       | Décoration "Excellent au sein d’unités militaires opérationnelles spéciales et motorisées" Знак отличия "Отличник службы в воинских частях оперативного назначения и специальных моторизованных воинских частях " | № 111              | 02-04-2018 | Décernée aux soldats, marins, sous-officiers et adjudants d’unités militaires opérationnelles spéciales et motorisées de la Garde nationale pour excellence dans l’exercice de fonctions militaires et pour d’excellentes performances opérationnelles. |
|       | Décoration "Excellent au sein d’unités militaires de protection de sites importants, de cargaisons spéciales et de sites de communications" Знак отличия "Отличник службы в воинских частях, выполняющих задачи по охране важных государственных объектов, специальных грузов, сооружений на коммуникациях" | № 111              | 02-04-2018 | Décernée aux soldats, marins, sous-officiers et adjudants d’unités militaires de sites importants, de cargaisons spéciales et de sites de communications de la Garde nationale pour excellence dans l’exercice de fonctions militaires et pour d’excellentes performances opérationnelles. |
|       | Décoration "Excellent au sein d’unités militaires spéciales et de reconnaissance" Знак отличия "Отличник службы в воинских частях специального назначения, разведывательных воинских частях" | № 111              | 02-04-2018 | Décernée aux soldats, marins, sous-officiers et adjudants d’unités militaires spéciales et de reconnaissance pour performance exemplaire de fonctions opérationnelles (spéciales) et excellence lors d’entrainement au combat. |
|       | Décoration "Excellent au sein d’unités militaires d’aviation" Знак отличия "Отличник службы в авиационных воинских частях" | № 111              | 02-04-2018 | Décernée aux soldats, marins, sous-officiers et adjudants d’unités militaires d’aviation de la Garde nationale pour excellence dans l’exercice de fonctions militaires et pour d’excellentes performances opérationnelles. |
|       | Décoration "Excellent au sein d’unités navales militaires" Знак отличия "Отличник службы в морских воинских частях" | № 111              | 02-04-2018 | Décernée aux soldats, marins, sous-officiers et adjudants d’unités navales militaires de la Garde nationale pour excellence dans l’exercice de fonctions militaires et pour d’excellentes performances opérationnelles. |
|       | Décoration "Excellent au sein d’unités militaires d’artillerie" Знак отличия "Отличник службы в артиллерийских воинских частях" | № 111              | 02-04-2018 | Décernée aux soldats, marins, sous-officiers et adjudants d’unités militaires d’artillerie pour performance exemplaire de fonctions opérationnelles et excellence lors d’entrainement au combat. |
|       | Décoration "Excellent au sein d’unités militaires d’ingénierie" Знак отличия "Отличник службы в инженерных воинских частях" | № 111              | 02-04-2018 | Décernée aux soldats, marins, sous-officiers et adjudants d’unités militaires d’ingénierie pour performance exemplaire de fonctions opérationnelles et excellence lors d’entrainement au combat. |
|       | Décoration "Excellent au sein d’unités médicales militaires" Знак отличия "Отличник службы в медицинских воинских частях" | № 111              | 02-04-2018 | Décernée aux soldats, marins, sous-officiers et adjudants d’unités médicales militaires pour performance exemplaire de fonctions opérationnelles et excellence lors d’entrainement au combat. |
|       | Décoration "Excellent au sein d’unités financières militaires" Знак отличия "Отличник службы в финансово-экономических подразделениях" | № 111              | 02-04-2018 | Décernée aux soldats, marins, sous-officiers et adjudants d’unités financières militaires pour performance exemplaire de fonctions opérationnelles et excellence lors d’entrainement au combat. |
|       | Décoration "Excellent au sein d’unités militaires de gestion" Знак отличия "Отличник службы в органах управления" | № 111              | 02-04-2018 | Décernée aux soldats, marins, sous-officiers et adjudants d’unités militaires de gestion pour performance exemplaire de fonctions opérationnelles et excellence lors d’entrainement au combat. |
|       | Décoration "Excellent au sein d’unités militaires de sécurité non-départementale" Знак отличия "Отличник службы в организациях вневедомственной охраны" | № 111              | 02-04-2018 | Décernée aux membres du personnel de base et de grades subalternes de commandement appartenant à des organisations de sécurité privées de la Garde nationale et ayant des grades spéciaux dans la police, pour des succès remportés dans la protection de l'ordre public et de la sécurité civile, ainsi que dans la sécurité des biens individuels et d’entités légales sous contrat. |
|       | Décoration "Excellent au sein d’unités militaires de sécurité" Знак отличия "Отличник караульной службы" | № 111              | 02-04-2018 | Décernée aux soldats, marins, sous-officiers et adjudants d’unités militaires de sécurité (de garde) de la Garde nationale pour performance exemplaire de fonctions militaires, ainsi que pour initiative, diligence et distinction dans l’exercice de leur fonction principale de sécurité (garde). |
|       | Décoration "Excellent en service militaire" de 1re classe Знак отличия "Отличник боевой службы" I степени | № 111              | 02-04-2018 | Décernée aux soldats, marins, sergents et adjudants de la Garde nationale en service militaire sous contrat dans des unités (formations) militaires affectées à la protection d'installations publiques importantes, de cargaisons spéciales, d'installations de communication: pour l'exercice exemplaire de fonctions militaires sans classement insatisfaisant et avec au moins 1000 notes «excellentes» à leurs carnets de service militaire, faisant partie d'un détachement de garde; en service militaire sous contrat dans des unités militaires spéciales motorisées (formations) des troupes de la Garde nationale, pour l'exécution exemplaire de tâches militaires sans classement insatisfaisant et avec au moins 1000 notes «excellentes» à leurs carnets de service militaire en tant que membres d’unités militaires chargées du maintien de l'ordre public. |
|       | Décoration "Excellent en service militaire" de 2e classe Знак отличия "Отличник боевой службы" II степени | № 111              | 02-04-2018 | Décernée aux soldats, marins, sergents et adjudants de la Garde nationale en service militaire sous contrat dans des unités (formations) militaires affectées à la protection d'installations publiques importantes, de cargaisons spéciales, d'installations de communication: pour l'exercice exemplaire de fonctions militaires sans classement insatisfaisant et avec au moins 500 notes «excellentes» à leurs carnets de service militaire, faisant partie d'un détachement de garde; en service militaire sous contrat dans des unités militaires spéciales motorisées (formations) des troupes de la Garde nationale, pour l'exécution exemplaire de tâches militaires sans classement insatisfaisant et avec au moins 500 notes «excellentes» à leurs carnets de service militaire en tant que membres d’unités militaires chargées du maintien de l'ordre public. |
|       | Décoration "Excellent en service militaire" de 3e classe Знак отличия "Отличник боевой службы" III степени | № 111              | 02-04-2018 | Décernée aux soldats, marins, sergents et adjudants de la Garde nationale en service militaire sous contrat dans des unités (formations) militaires affectées à la protection d'installations publiques importantes, de cargaisons spéciales, d'installations de communication: pour l'exercice exemplaire de fonctions militaires sans classement insatisfaisant et avec au moins 100 notes «excellentes» à leurs carnets de service militaire, faisant partie d'un détachement de garde; en service militaire sous contrat dans des unités militaires spéciales motorisées (formations) des troupes de la Garde nationale, pour l'exécution exemplaire de tâches militaires sans classement insatisfaisant et avec au moins 100 notes «excellentes» à leurs carnets de service militaire en tant que membres d’unités militaires chargées du maintien de l'ordre public. |
|       | Badge commémoratif "50e anniversaire de la formation du Musée central de la Garde nationale de la fédération de Russie" Памятный нагрудный знак "50 лет со дня образования Центрального музея войск национальной гвардии Российской Федерации" | № 211              | 21-06-2018 | Décerné au personnel militaire (effectuant leur service) et civil (effectuant leurs activités professionnelles) au sein du Commandement central des troupes de la Garde nationale, pour l'exercice consciencieux de fonctions officielles; au personnel militaire, aux membres des troupes de la Garde nationale de la fédération de Russie ayant des grades spéciaux de la police, et au personnel civil des troupes de la Garde nationale ayant effectué un service militaire antérieur au sein des troupes de la Garde nationale, ainsi qu’aux autres personnes qui ont aidé les troupes de la Garde nationale à s’acquitter des tâches qui leur sont confiées et dans l’exercice de leur autorité dévolue. |
|       | Badge commémoratif "50 ans de l'établissement des unités de contrôle de l'État et d'octroi de licences" Памятный знак "50 лет со дня образования подразделений государственного контроля и лицензионно-разрешительной работы" | № 23               | 23-01-2019 | Décerné au personnel militaire, aux membres des troupes de la Garde nationale ayant des grades spéciaux de police et au personnel civil (fonctionnaires et employés de l'État fédéral) des troupes de la Garde nationale qui ont servi (travaillé) pendant moins de trois ans de manière impeccable dans les unités chargées des licences et des permis des organes du ministère des Affaires intérieures de la Russie et de la Garde nationale; aux citoyens libérés du service militaire dans les réserves (à la retraite), qui ont contribué de manière significative à l'exécution des tâches et à l'exercice des pouvoirs conférés aux unités chargées de l'octroi des licences et des permis; aux personnes participant à l'exécution des tâches et à l'exercice des pouvoirs conférés aux unités chargées des licences et des permis. |
|       | Décoration "Pour distinction dans les études" de 1re classe Нагрудный знак "За отличие в учебе" I степени | № 192              | 01-06-2019 | Décernée aux étudiants de l'établissement d'enseignement général de l'État fédéral "École présidentielle des cadets de Moscou, M. A. Sholokhov" de la Garde nationale de la fédération de Russie pour avoir obtenu des notes finales « excellents » dans toutes les matières au cours d'une année académique pendant deux années académiques. |
|       | Décoration "Pour distinction dans les études" de 2e classe Нагрудный знак "За отличие в учебе" II степени | № 192              | 01-06-2019 | Décernée aux étudiants de l'établissement d'enseignement général de l'État fédéral "École présidentielle des cadets de Moscou, M. A. Sholokhov" de la Garde nationale de la fédération de Russie pour avoir obtenu des notes finales « bonnes » dans toutes les matières au cours d'une année académique pendant deux années académiques. |

## Source
- (en) Cet article est partiellement ou en totalité issu de l’article de Wikipédia en anglais intitulé « Awards of the National Guard of the Russian Federation » (voir la liste des auteurs).